# Mikroregion Campanha Meridional

Mikroregion Campanha Meridional

Mikroregion Campanha Meridional – mikroregion w brazylijskim stanie Rio Grande do Sul należący do mezoregionu Sudoeste Rio-Grandense. Ma powierzchnię 14.605,0 km²

## Gminy
- Aceguá
- Bagé
- Dom Pedrito
- Hulha Negra
- Lavras do Sul